# Stratton-on-the-Fosse
Stratton-on-the-Fosse è un villaggio e parrocchia civile dell'Inghilterra, appartenente alla contea del Somerset.